# Dollar glut
Dollar glut je ekonomický termín z angličtiny označující přebytek či hromadění amerických dolarů mimo Spojené státy americké. 
Tato situace nastala v letech 1960–1973, kdy přímé zahraniční investice zapříčinily deficit platební bilance USA a vystřídala období tzv. dollar gap, čili všeobecného nedostatku amerických dolarů ve světě, který vedl k vytvoření Marshallova plánu po 2. světové válce. Konečný přechod k dollar glut znamenal konec zlatého standardu ve Spojených státech a tím i zhroucení Brettonwoodského měnového systému.
Stabilita systému Bretton Woods závisela na schopnosti USA směnit dolar za zlato v poměru 35$ za unci. Americká schopnost dostát tomuto závazku se však začala snižovat poté, co poválečný nedostatek, tzv. dollar gap, vystřídal nadbytek dolarů neboli dollar glut.